# Arookutty
Arookutty es una ciudad censal situada en el distrito de Alappuzha en el estado de Kerala (India). Su población es de 19411 habitantes (2011). Se encuentra a 13 km de Cochín y a 44 km de Alappuzha.

## Demografía
Según el censo de 2011 la población de Arookutty era de 19411 habitantes, de los cuales 9650 eran hombres y 9761 eran mujeres. Arookutty tiene una tasa media de alfabetización del 93,29%, inferior a la media estatal del 94%: la alfabetización masculina es del 96,89%, y la alfabetización femenina del 89,76%.